# 크리스티안 할켄
크리스티안 할켄(Kristian Halken, 1955년 4월 3일 ~ )은 덴마크의 배우, 성우, 텔레비전 배우이다.
호르센스에서 태어났다.

## 영화
- 슬픔을 넘어 (2013년)
- 히든 스나이퍼 (2013년)
- 버스 따라잡기 (2009년)
- 아린 마음 (2009년)
- 칼라의 소망 (2007년) - 부스터 역
- 당신을 허락을 얻어 (2007년)
- 터질거야 (2006년)
- 다크 호스 (2005년)
- 판다신드로멧 (2004년)
- 덴마크식 러브 스토리 (2003년)
- 러브 히컵 (1999년)